# Carmen Iarrera
Carmen Iarrera (Roma, 20 gennaio 1950) è una giornalista, sceneggiatrice, scrittrice e traduttrice italiana.

## Biografia
Laureata in Scienze politiche all'Università degli Studi di Roma "La Sapienza", la principale delle sue varie attività è la letteratura gialla. Sin dalla metà degli anni ottanta i suoi racconti sono pubblicati nelle testate della Arnoldo Mondadori Editore dedicate a questo genere (Il Giallo Mondadori, Segretissimo).
Negli anni successivi i suoi racconti saranno pubblicati da riviste ed antologie di molti paesi, fra cui America, Germania, Francia, Spagna e altri.
Dal 1998 al 2001 è stata presidente della sezione italiana dell'AIEP, l'associazione internazionale che raggruppa scrittori di gialli provenienti da tutto il mondo.
Ha scritto due romanzi in collaborazione con il critico d'arte Federico Zeri.
Nel 2003, con il romanzo Delitti alla Scala, è entrata nella cinquina del Premio Scerbanenco.

## Opere

### Romanzi
- 1991 - Guantanamera, Segretissimo n. 1190
- 1995 - Jihad 1999, Segretissimo n. 1282
- 1997 - Mai con i quadri, Longanesi (ISBN 883041431X) - scritto con Federico Zeri
- 1999 - Uno sguardo indiscreto, Longanesi (ISBN 8830415294) - scritto con Federico Zeri
- 2003 - Delitti alla Scala, Fazi Editore (ISBN 8881124238)

### Racconti
- 1985 - Segretissimo n. 1010 (Arnoldo Mondadori Editore), racconto "Il popolo dalla nostra parte"
- 1986 - Segretissimo n. 1052 (Arnoldo Mondadori Editore), racconto "Questione di metodo"
- 1987 - Segretissimo n. 1068 (Arnoldo Mondadori Editore), racconto "La selezione del personale"
- 1991 - Il Giallo Mondadori n. 2193, racconto "La sua pace"
- 1991 - Il Giallo Mondadori n. 2214, racconto "La fine di un incubo"
- 1994 - Estate Gialla '94 (Arnoldo Mondadori Editore), racconto "Vista sul mare"
- 1995 - Donna Moderna, racconto "Morte di una brava ragazza"
- 1995 - Estate Gialla '95 (Arnoldo Mondadori Editore), racconto "Soccorso"
- 1995 - Inverno Giallo '95 (Arnoldo Mondadori Editore), racconto "Si trattava di delitto"
- 1996 - Inverno Giallo '96 (Arnoldo Mondadori Editore), racconto "Una voce amica"
- 1997 - Crimen Internacional, racconto "Soccorro"
- 1999 - Death by espionage, racconto "A Telephone Call Too Many"
- 1999 - Mord zwischen Messer & Gabel, racconto "Eine sture romische kocin"
- 1999 - Hayakawa's Mystery Magazine, racconto "Aid"
- 1999 - Ellery Queen Mystery Magazine, racconto "A View of the Sea"
- 2000 - Bei Ankunft Mord, racconto "Rom sehen und sterben"
- 2000 - Il Giallo Mondadori n. 2685, racconto "Lo zio di Roma"
- 2001 - Mord im Grϋnen, racconto "Grün ist die Hoffnung"
- 2002 - Death Dance, racconto "Dance With Death"
- 2002 - Ellery Queen Mystery Magazine, racconto "A Real Crime"
- 2002 - Raccontare Trieste, racconto "Bora"
- 2003 - Killers & Co (Sonzogno), racconto "L'ultima sua illusione"
- 2003 - Giallo a Cattolica (Guaraldi Editore), racconto "Questione di metodo"
- 2005 - Fez, struzzi e manganelli (Sonzogno), racconto "Agro Agro Pontino"
- 2005 - Mord in der Kombüse, racconto "Irgendwo in äolishen meer"
- 2005 - Ellery Queen Mystery Magazine, racconto "The Wind"
- 2006 - La minestra sul cortile e altre storie (Coniglio Editore), racconto "Tango"
- 2006 - Sette colli in nero (Alacrán), racconto "Il professore"
- 2007 - Il ritorno del Duca (Garzanti), racconto "Non si impara mai niente"
- 2007 - Borsalino, un diavolo per cappello (Robin Edizioni), racconto "Per un cappello un po' così"
- 2007 - Passport to Crime, The Finest Mystery Stories from International Cryme Writers, racconto "The Wind"
- 2007 - Anime nere Arnoldo Mondadori Editore, racconto "Clem"

### Filmografia
- 1999 - Mai con i quadri - miniserie basata sul romanzo omonimo